# Matti Hagman
Matti Risto Tapio Hagman (* 21. September 1955 in Helsinki; † 11. Oktober 2016 in Espoo) war ein finnischer Eishockeyspieler, der von 1972 bis 1992 unter anderem für den HIFK Helsinki und Reipas Lahti in der SM-liiga sowie die Boston Bruins und Edmonton Oilers in der National Hockey League gespielt hat.
Hagmans Sohn Niklas ist ebenfalls professioneller Eishockeyspieler. Seine Schwester Riitta Salin gewann den 400-Meter-Lauf bei den Leichtathletik-Europameisterschaften 1974 in Rom.

## Karriere
Matti Hagman begann seine Karriere als Eishockeyspieler bei HIFK Helsinki, für den er von 1972 bis 1976 zunächst in der SM-sarja und ab 1975 in deren Nachfolge-Liga, der SM-liiga, aktiv war. In dieser Zeit wurde er im NHL Amateur Draft 1975 in der sechsten Runde als insgesamt 104. Spieler von den Boston Bruins und im WHA Amateur Draft 1975 in der dritten Runde als insgesamt 43. Spieler von den New England Whalers ausgewählt. Im Jahr 1974 wurde der Stürmer  mit HIFK erstmals Finnischer Meister. Vor der Saison 1976/77 erhielt Hagman einen Vertrag bei den Boston Bruins, für die er in seiner ersten NHL-Spielzeit 28 Scorerpunkte, darunter elf Tore, in 75 Spielen erzielte. Im Laufe der folgenden Saison wechselte Hagman zu den Québec Nordiques aus der World Hockey Association, ehe er nach zwei Jahren in Nordamerika wieder in seine finnische Heimat zurückkehrte.
In Finnland erhielt der Angreifer erneut einen Vertrag bei HIFK Helsinki, für das er zwei Jahre lang spielte und mit dem er 1980 zum zweiten Mal Meister wurde. In der Saison 1979/80 war Hagman bester Torschütze, bester Vorlagengeber, bester Scorer und „Schlüsselspieler“ der SM-liiga. Daraufhin versuchte er es ein zweites Mal in Nordamerika, wo er zwei Spielzeiten lang für die Edmonton Oilers auflief. Im Anschluss daran unterschrieb er erneut in Finnland bei HIFK, mit dem er 1983 zum dritten Mal Meister wurde. Nach drei Jahren bei den Finnen wechselte er für die Saison 1985/86 zum EV Landshut in die Eishockey-Bundesliga. In seiner ersten und einzigen Station im europäischen Ausland erzielte der Angreifer 77 Scorerpunkte, darunter 26 Tore, in 39 Spielen.
Nach nur einem Jahr zog es Hagman erneut zum HIFK, für den er bis 1989 in der SM-liiga aktiv war. Nach zwei Spielzeiten bei Reipas Lahti, beendete er bei dem Verein, bei dem er seine Profikarriere begonnen hatte, diese 1992 auch. Mit 750 Scorerpunkten ist Hagman nach Arto Javanainen (792) zweitbester Scorer in der Geschichte der SM-liiga.
Im Anschluss an seine Karriere wurde Hagman von seinem langjährigen Verein HIFK Helsinki geehrt, indem diese seine Trikotnummer 20 sperrten.
Hagman verstarb am 11. Oktober 2016 im Alter von 61 Jahren in Espoo.

### International
Für Finnland nahm Hagman an den A-Weltmeisterschaften 1975, 1976, 1978 und 1983 teil. Zudem stand er im Aufgebot Finnlands bei den Olympischen Winterspielen 1976 in Innsbruck.

## Erfolge und Auszeichnungen
| - 1974 Finnischer Meister mit HIFK Helsinki - 1974 Bester Torschütze (SM-sarja) - 1974 Jarmo Wasaman muistopalkinto (Bester Rookie der SM-liiga) - 1980 Finnischer Meister mit HIFK Helsinki - 1980 Topscorer der SM-liiga - 1980 Bester Torschütze der SM-liiga - 1980 Meiste Vorlagen (SM-liiga) - 1980 Lynces Academici Forward Award - 1980 Schlüsselspieler der SM-liiga - 1980 SM-liiga All-Star-Team | - 1983 Finnischer Meister mit HIFK Helsinki - 1983 Lynces Academici Forward Award - 1983 Topscorer der SM-liiga - 1983 Meiste Vorlagen (SM-liiga) - 1983 SM-liiga All-Star-Team - 1984 Topscorer der SM-liiga - 1984 Meiste Vorlagen (SM-liiga) - 1985 Topscorer der SM-liiga - 1985 Meiste Vorlagen (SM-liiga) |